# Qualificazioni al campionato mondiale di calcio 2026 - UEFA - Fase a gironi, gruppo B

## Classifica
| Pos. | Squadra  | Pt | G | V | N | P | GF | GS | DR |
| ---- | -------- | -- | - | - | - | - | -- | -- | -- |
| 1.   | Svizzera | 0  | 0 | 0 | 0 | 0 | 0  | 0  | 0  |
| 2.   | Svezia   | 0  | 0 | 0 | 0 | 0 | 0  | 0  | 0  |
| 3.   | Slovenia | 0  | 0 | 0 | 0 | 0 | 0  | 0  | 0  |
| 4.   | Kosovo   | 0  | 0 | 0 | 0 | 0 | 0  | 0  | 0  |

## Risultati

### 1ª giornata
| Lubiana 5 settembre 2025, ore 20:45 CEST | Slovenia | – referto | Svezia | Stadio Stožice |

| Basilea 5 settembre 2025, ore 20:45 CEST | Svizzera | – referto | Kosovo | St. Jakob-Park |

### 2ª giornata
| Pristina 8 settembre 2025, ore 20:45 CEST | Kosovo | – referto | Svezia | Stadio Fadil Vokrri |

| Basilea 8 settembre 2025, ore 20:45 CEST | Svizzera | – referto | Slovenia | St. Jakob-Park |

### 3ª giornata
| 10 ottobre 2025, ore 20:45 CEST | Kosovo | – referto | Slovenia |  |

| 10 ottobre 2025, ore 20:45 CEST | Svezia | – referto | Svizzera |  |

### 4ª giornata
| 13 ottobre 2025, ore 20:45 CEST | Slovenia | – referto | Svizzera |  |

| 13 ottobre 2025, ore 20:45 CEST | Svezia | – referto | Kosovo |  |

### 5ª giornata
| 15 novembre 2025, ore 20:45 CET | Slovenia | – referto | Kosovo |  |

| 15 novembre 2025, ore 20:45 CET | Svizzera | – referto | Svezia |  |

### 6ª giornata
| 18 novembre 2025, ore 20:45 CET | Kosovo | – referto | Svizzera |  |

| 18 novembre 2025, ore 20:45 CET | Svezia | – referto | Slovenia |  |